# Svetišče Santa Maria dell'Isola
Svetišče Santa Maria dell'Isola (7.-8. stoletje) stoji v Tropei, na istoimenski skali.

## Zgodovina
Svetišče stoji na skali iz peščenjaka, imenovani Isola, saj je bilo nekoč popolnoma obdano z morjem: odlična lega za kontemplativni umik, tako da je v srednjem veku predstavljalo zatočišče puščavnikom in bizantinskim menihom. Dolga leta je pripadal menihom bazilianom, od 11. stoletja pa so tam živeli benediktinci. Robert Guiscard, normanski vojvoda, je okoli leta 1060 želel prehod iz grškega na latinski obred; poleg tega o prisotnosti benediktincev pričajo ista bronasta vrata opatije Montecassino, ki med drugim imetjem opatije navaja Sancta Maria de Tropea cum omnibus relevantis suis. Stopnišče, ki mu sledite, da pridete do njega, je bilo zgrajeno okoli leta 1810, po potresih leta 1783 in 1905, od prvotne strukture je ostalo zelo malo.
V stoletjih je cerkev doživela številne spremembe: na prvotno konstrukcijo je bila urejena bazilikalna zasnova s tremi ladjami in banjastimi oboki, osrednji kvadratni prostor, obdan z obokanim ambulatorijem. Nastala je nepravilna zgradba, pri kateri so starodavni tufasti deli peribola tvorili četrto ladjo, kamor so zazidani fragmenti nagrobnikov.
Po potresu leta 1905, ki je povzročil zrušitev dela konstrukcije, so obstoječ portico naredili simetrično, zvonik postavili v sredino in vstavili okrasne končne fiale.
V niši cerkvenega oltarja je ohranjena kiparska skupina Svete družine iz 18. stoletja: sestavljena iz mešanih materialov, na dan Marijinega vnebovzetja je protagonist procesije po morju na krovu praznično okrašene ribiške ladje, ki z množico čolnov v vleki potuje po morju od Zambroneja do Capo Vaticana.

## Legenda o cerkvi Santa Maria dell'Isola
Tudi o svetišču Santa Maria dell'Isola obstaja legenda, ki govori o tem, kako je devica prispela v mesto. V času ikonoklazma je v Tropejo z vzhoda prispel kip Device. Ljudje so se skupaj s škofom in županom spustili na plažo, da bi proslavili prihod lesenega kipa Madone. Voditelja mesta sta se sporazumno odločila, da bosta kip Madone namestila v nišo, v naravni jami, ki je v skali pečine. Kip je bil na žalost prevelik v primerjavi z velikostjo niše. Ravno zaradi tega so voditelji skupnosti poklicali mizarja, ki je problem rešil tako, da je Madoni odžagal noge.
A mizar je, takoj ko je žago položil na kip, ostal paraliziran v rokah, župan in škof pa sta v tistem trenutku umrla. V naslednjih dneh je Madonna začela tolažiti svoje ljudstvo in delati čudeže za bolnike, ki so bili odpeljani tja, kjer je bila Madona postavljena. Še pred nekaj desetletji so častilci spremljali svoje bolne bližnje na isto mesto v votlini v upanju na milost.